# Giuseppe Morozzo Della Rocca
Giuseppe Morozzo Della Rocca (Turim, 12 de março de 1758 - Novara, 22 de março de 1842) foi um clérigo piemontês, bispo de Novara e cardeal da Igreja Romana.

## Vida
Ele veio de uma família da nobreza piemontesa e foi o décimo segundo de treze filhos de Giuseppe Francesco Lodovico Morozzo, marquês de Brianzè, e sua esposa Ludovica Cristina Lucrezia Balbo Bertone, filha do conde Giulio Cesare Bertone Balbis di Sambuy e irmã do Bispo de Novara Marco Aurelio Balbis Bertone. Seu irmão mais novo, Carlo Lodovico, tornou-se um conhecido cientista natural e presidente da Academia de Ciências de Torino. Depois de ficar órfão, ele foi criado por seu tio, o bispo de Novara. Seu tutor foi o último bispo de Pavia Paolo Lamberto Allegre. Giuseppe Morozzo Della Rocca estudou na Universidade de Torino, onde se doutorou em 23 de abril de 1777 Doctor theologiae. De 1777 a 1778 ou apenas 1778 foi Reitor da Universidade de Torino. Em 1778 continuou seus estudos na academia para a nobreza eclesiástica. Entrou ao serviço da Cúria Romana em 6 de dezembro de 1781 como escrivão nos tribunais da Assinatura Apostólica. Papa Pio VI. nomeou- o Protonotário Apostólicoe o designou em 13 de agosto de 1784 para o vice- delegado em Bolonha, que Giuseppe Morozzo Della Rocca permaneceu até 1785. Ele foi governador de Civitavecchia de 25 de fevereiro de 1785 a 7 de março de 1794, quando foi nomeado governador da província de Campagna e Marittima. De 18 de agosto de 1795 a 28 de março de 1797 foi governador de Perugia. Após a morte de Pio VI. ele acompanhou o cardeal Hyacinthe Sigismond Gerdil como conclave a Veneza para o conclave de 1799–1800, onde se tornou secretário do conclave. Ele presidiu o recém-eleito Papa Pio VII a Roma. Em 14 de março de 1802 foi ordenado sacerdote.
O Papa Pio VII o nomeou arcebispo titular de Thebae em 29 de março de 1802. A consagração episcopal que lhe foi concedida em 4 de abril do mesmo ano na igreja romana de San Carlo ai Catinari Cardeal Leonardo Antonelli; Os co-consagradores foram Carlo Buronco, arcebispo de Turim, e o arcebispo da Cúria, Giovanni Coppola. Em 11 de maio de 1802 foi nomeado núncio no Grão-Ducado da Toscana, deixando Florença em 1806. Em 2 de dezembro de 1807 Giuseppe Morozzo Della Rocca tornou-se secretário da Congregação para Bispos e Regulares, cargo que ocupou até sua elevação cardeal.
No consistório de 8 de março de 1816, Pio VII o criou cardeal sacerdote. Giuseppe Morozzo Della Rocca recebeu o chapéu cardinalício em 11 de março do mesmo ano, e em 29 de abril Santa Maria degli Angeli alle Terme foi concedida a ele como igreja titular. Tornou-se bispo de Novara em 1º de outubro de 1817 com o título pessoal de arcebispo. Como cardeal, Giuseppe Morozzo Della Rocca participou do conclave de 1823 do Papa Leão XII. escolheu. Ele também participou do conclave de 1829 que resultou em Pio VIII como papa. Finalmente, ele também estava entre os cardeais do conclave de 1830-1831, sobre o qual Gregório XVI foi eleito papa.
Giuseppe Morozzo Della Rocca morreu em Novara e foi enterrado na catedral local.